# DJ Muggs
Lawrence Muggerud, mer känd som DJ Muggs (eller Muggs), född 28 januari 1968 i Queens i New York, är Cypress Hills DJ och producent. Han är "italiensk-amerikan" och "norsk-amerikan", med ett norskt efternamn.

## Bakgrund
DJ Muggs var till en början medlem i gruppen 7A3, en grupp som inte lyckades släppa något album innan de blev lämnade av sitt skivbolag. Han bildade då Cypress Hill med B-Real och Sen Dog, en grupp som kom att bli populär och inflytelserik hiphop-grupp. DJ Muggs arbetade även som producent och DJ för andra artister såsom House of Pain (bland annat sången "Jump Around" på gruppens debutalbum), Tricky (album "Juxtapose"), Funkdoobiest (bland annat sången "Bow Wow Wow"), Ice Cube, KRS-One, Eminem, Everlast och MC Eiht.
Under 2003 släppte han sitt soloalbum Dust, vilket ansågs vara annorlunda än den vanliga hip-hopformeln och har ett så kallat triphop/rock-liknande ljud. På albumet sjunger artister som Greg Dulli, Amy Trujillo och Everlast.
DJ Muggs och Cypress Hill är en del av ett större kollektiv av musiker och artister som kallar sig Soul Assassins. De har släppt två kompilationsalbum, och planerar släppa ytterligare en skiva.
DJ Muggs har sin egen Sirius satellit radioshow på Shade 45 dubbed  "Mash-Up Radio", en show där han och andra dj:ar spelade sina rock/rock blandningar. Under 2005 startade han sitt eget skivbolag, Angeles Records, tillsammans med Self Scientific. En av hans releaser på sitt skivbolag var DJ Muggs album som han gjorde tillsammans med GZA/The Genius från Wu-Tang Clan som kallades The Grandmasters.

## Teknik
DJ Muggs beats har varit kända för sina smuts-låtande och soul-drivande melodier. De flesta av Most of Cypress Hills produktioner har mer eller mindre bestått av tunga trummor och bas, som har loopats ihop i låten. DJ Muggs och GZA:s senaste album Grandmasters hade denna stil på sina låtar. På senare 90-tal/tidigt 2000-tal har Cypress Hill börjat arbeta mer och mer med rock i sina låtar, på väg till ett rap/rock-ljud som liknar det Rick Rubin har skapat. Cypress Hills stiländring har fått både dåliga reaktioner och hyllningar av fansen.

## Diskografi
För releaser med Cypress Hill, se gruppens huvudartikel.
För releaser med Soul Assassins, se gruppens huvudartikel.

### Album
Tricky med DJ Muggs och Grease
- 1999: Juxtapose (Island); # 22 UK

Muggs
- 2003: Dust (ANTI-)

DJ Muggs Vs. GZA
- 2005:  Grandmasters; # 180 US

### Mixtapes
- DJ Muggs, 2003: Soul Assassins Mixtape Volume One
- DJ Muggs, 2003: Classic Mixtape Volume One
- DJ Muggs, 2004: Rock Superstar
- DJ Muggs & Chace Infinite, 2004: The Last Assassin
- DJ Muggs, 2005: Soul Assassins Take Aim